# Sialagogum
Ein Sialagogum (altgriechisch: σίαλον, síalon, ‚Speichel‘; Wortteil -agogos „herbeiführend, anregend, veranlassend“; Plural Sialagoga [remedia]; Remedium (lateinisch) = Mittel; Synonyme: Sialogogum, Salivativum, Salivantium, Ptysmagogum, Ptyalagogum) ist eine Substanz, die die Speichelbildung (lateinisch: salivatio; Salivation, Ptyalismus) anregt und den Speichelfluss (Flussrate) vergrößert.
Sialagoga werden vor allem bei Mundtrockenheit (Xerostomie, Sialopenie, Achylie), Speicheldrüsenentzündungen (Sialadenitis) und Speichelsteinen (Sialolithiasis) eingesetzt. Die sialogenen Substanzen bilden eine eigene Medikamentenklasse innerhalb der Arzneimittellehre. Bei einer Überdosierung kann es zur Sialorrhö oder Hypersalivation kommen.
Als Sialagoga werden direkte Parasympathomimetika wie Pilocarpin oder Substanzen wie Cevimelin, welches am Muskarinrezeptor wirkt, eingesetzt. Darüber hinaus lassen sich saure Drops einsetzen. Auch verdünnte Säuren (Ascorbinsäure, Zitronensäure, Äpfelsäure), die in Fruchtsäften vorkommen, haben einen sialagogen Effekt, wirken aber demineralisierend auf den Zahnschmelz. Vor allem saure und süße Stoffe regen über die Geschmacksrezeptoren und das autonome Nervensystem die Speichelbildung an. In der Schweiz ist zudem Anetholtrithion (Handelsname Sulfarlem S25) als Sialagogum zugelassen. Darüber hinaus kann eine Reihe pflanzlicher Drogen als Sialagogum eingesetzt werden, beispielsweise Bitterklee.